# Réserve naturelle de Bjerkøya
La réserve naturelle de Bjerkøya ou Monument naturel de Bjerkøya est une réserve naturelle norvégienne qui est située dans la municipalité de Asker dans le comté d'Akershus.

## Description
La réserve naturelle est située sur la pointe est de l'île de Bjerkøya. Cette petite zone de protection couvre des roches  fossilifères du rift d'Oslo, roches plissées de l'Ordovicien moyen de forêt de pins à tilleul.